# Ateismus v Česku

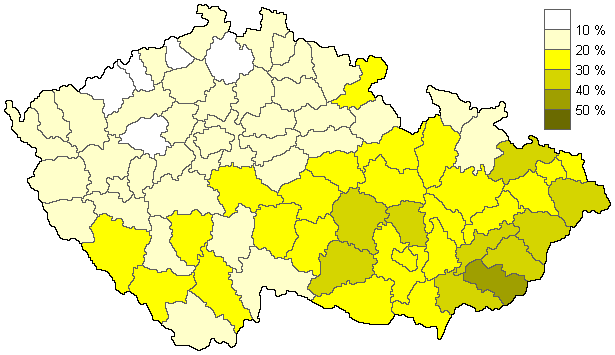
Procento obyvatel ČR hlásících se k nějakému náboženství k roku 2011

Česká republika bývá označována za jednu z nejateističtějších a nejsekularizovanějších zemí na světě, je považována za misijní území.
Ve sčítání lidu se k položce "ateista" přihlásilo v roce 2021 celkem 555 osob. Dále se 5 027 141 přihlásilo, že je bez víry, a 3 162 540 na tuto otázku neodpovědělo. Ještě v roce 2011 při sčítání lidu se k položce "ateista" přihlásilo 1025 osob (zaokrouhleně 0,01 % obyvatelstva). Téma "ateista" je na jednu stranu statisticky již zcela bezvýznamné, na druhou stranu pochopení a popsání bohatství duchovních a náboženských zkušenosti si v české společnosti zaslouží mnohem více pečlivější práce než dříve.

## Rozšíření ateismu
Věra Haberlová ze STEM ku příkladu píše o přibližně 50 % zastoupení ateistů v české společnosti. Při tom však vychází z prostého dotazování na otázku „Věříte v Boha?“, což dále označuje za značně zjednodušující hodnocení, neboť velký podíl takto zařazených respondentů zároveň věří v nějakou jinou „vyšší moc“. Souhrnná skupina osob nevěřících v Boha měla podle zjišťování STEM v červnu 1996 zastoupení 48,8 % české populace a v červenci 1998 to bylo 47,6 %. V roce 1994 se podle společnosti STEM označovalo za ateisty 21,5 % osob starších 18 let a 20,3 % osob ve věku 15–17 let, zatímco dalších 38,2 %, resp. 40,8 % osob uvedlo, že nejsou nábožensky založení.
Po krátkém výkyvu po sametové revoluci v roce 1989, kdy se k nějakému náboženskému vyznání přihlásilo podle sčítání lidu z roku 1991 43,9 % lidí, došlo ke stejně rychlému poklesu. V poměru k počtu občanů, kteří údaj uvedli, bylo bez víry 47,6 % lidí v roce 1991, v roce 2001 64,8 % a v roce 2011 62,4 %. V roce 2011 už se jako věřící deklarovalo pouhých 20,6 % lidí, pouze 13,9 % se hlásilo k nějaké oficiálně uznané církvi. Počet členů těchto velkých standardních církví má klesající tendenci. Podobný demografický vývoj, spojený se stárnutím obyvatelstva, globalizací a konzumním způsobem života, lze pozorovat ve většině vyspělých zemí světa. Některým menším církvím v České republice, jako je Církev bratrská, Apoštolská církev nebo Pravoslavná církev, ovšem počty členů rostou. Obecně se proto soudí, že Česká republika prochází společně s ostatními zeměmi vyspělého světa tzv. ateizací.
Podle výsledků sčítání z roku 2001 podle pohlaví je mužů bez vyznání o 7 % více než žen. Při pohledu podle věku je nejvíce obyvatel bez vyznání (74 %) mezi lidmi mladými 0–30 let, naopak nejméně (28 %) mezi lidmi od 60 let. Při rozdělení podle vzdělání jsou mezi obyvateli bez vyznání nejvíc zastoupeni lidé s vyšším vzděláním. Je možné říci, že čím vyšší vzdělání, tím více je lidí bez náboženského vyznání.
Při průzkumu Evropské komise Eurobarometr na počátku roku 2005 uvedlo jako konstatování nejbližší svému přesvědčení 19 % obyvatel Česka, že věří, že Bůh je. To je po Estonsku (16 %) druhá nejnižší hodnota z 25 zemí EU při průměrné hodnotě 35 %.
Dále 50 % uvedlo, že věří, že je nějaký druh duchů nebo životní síly, což je naopak po Estonsku (54 %) a Švédsku (53 %) třetí nejvyšší hodnota při průměru 27 %.
Zato 30 % uvedlo, že nevěří, že by cokoli z toho bylo. To je druhá nejvyšší hodnota po Francii (33 %) při průměru 18 %. Ve Francii přitom odpovědělo víc respondentů kladně na otázku, jestli věří, že Bůh je (34 %).
Nakonec 1 % uvedlo, že neví, při průměru 3 %.
Průzkumu se za ČR zúčastnilo 1037 lidí, celkem 32 897 lidí. Zpráva se důsledně vyhýbá označení některé skupiny jako ateisty.
Podle sčítání lidu v roce 2011 se v Česku 34,5 % obyvatel (včetně dětí) k žádné víře nehlásí. Přičemž muži z 36 % (v českých krajích 39,5 % a v moravských krajích 30,4 % – tj. včetně Kraje Vysočina) a ženy z 33,1 % (37,4 % v Čechách a 26,6 % na Moravě). K nějaké konkrétní církvi se hlásí 14 % obyvatel (9,6 % v Čechách a 20,9 % na Moravě), 6,8 % se hlásí k víře bez konkrétní církve, ale plných 44,7 % lidí údaj nevyplnilo, což snižuje význam údajů. Avšak podle sociologů náboženství a religionistů to souvisí právě s obecnou nechutí k vyplňování údajů ve sčítání. Na příkladu Jihomoravského kraje je vidět, že údaje o víře neuvedlo především obyvatelstvo bez vzdělání, kdežto bez náboženské víry je procento mezi vysokoškolskými obyvateli o více než 13 % vyšší než u lidí bez vzdělání. Věřící se liší také podle pohlaví a věku (muži a ženy přibližně stejně ve věkové skupině do 15 let, ale ve věkové skupině nad 70 let muži tvoří jen 35 % věřících) či udané národnosti (česká 22,6 %, moravská 39,9 %, slezská 47,4 %). Nevěřící jsou méně v malých obcích.
Zpráva St Mary's University v Londýně publikovaná v roce 2018 ukazuje, že v České republice se 91 % osob ve věku 16-29 let nehlásí k žádnému náboženství.
Deklarovaný ateismus ale nemusí znamenat absenci spirituální zkušenosti. Studie realizovaná v České republice například poukázala na vyšší spiritualitu mezi ženami a mezi vdovami a vdovci. S věkem také koreluje zvýšený výskyt spirituální zkušenosti. Jako omezení vzorku je ale konstatován nedostatečný počet věřících respondentů, což je právě důsledek realizace výzkumu na reprezentativním vzorku populace v sekulárním prostředí.

Věková struktura osob bez náboženského vyznání v České republice roku 2011

## Možné příčiny
Ateismus a bezvěrectví v Česku není důsledkem jen čtyřicetileté vlády komunistického režimu v druhé polovině 20. století. Na českou (ale i evropskou) religiozitu měly vliv především modernizační procesy 19. století (průmyslová revoluce).
Velká francouzská revoluce (například kult Rozumu) a v Česku Toleranční patent je známkou postupné ztráty vlivu do té doby monopolní katolické církve. Rostoucí vzdělanost (povinná školní docházka) také přispěla k těmto tendencím. Okolo roku 1800 tzv. Atheismusstreit (Johann Gottlieb Fichte) měl vliv na německou filozofii (mladohegelovci). Ateismus v Česku je největší na severu a západě Čech. Tedy v oblastech sousedících s oblastí, kde bývala Německá demokratická republika, která je nyní také velmi ateistická. Už Durynsko a Sasko bylo centrem sekularizace v době Výmarské republiky. 
Heslo „Pryč od Říma“ vzniklo původně v roce 1897 a zahájilo masové přestupy Němců i Čechů k evangelickým církvím. Jeho masarykovská verze z počátků první republiky vedla ke vzniku Československé církve husitské, zformované převážně z katolických kněží, kteří svou mateřskou církev opustili. Část bývalých katolických věřících přešla k církvím protestantským, část k církvi husitské a část se stala bezkonfesijními.

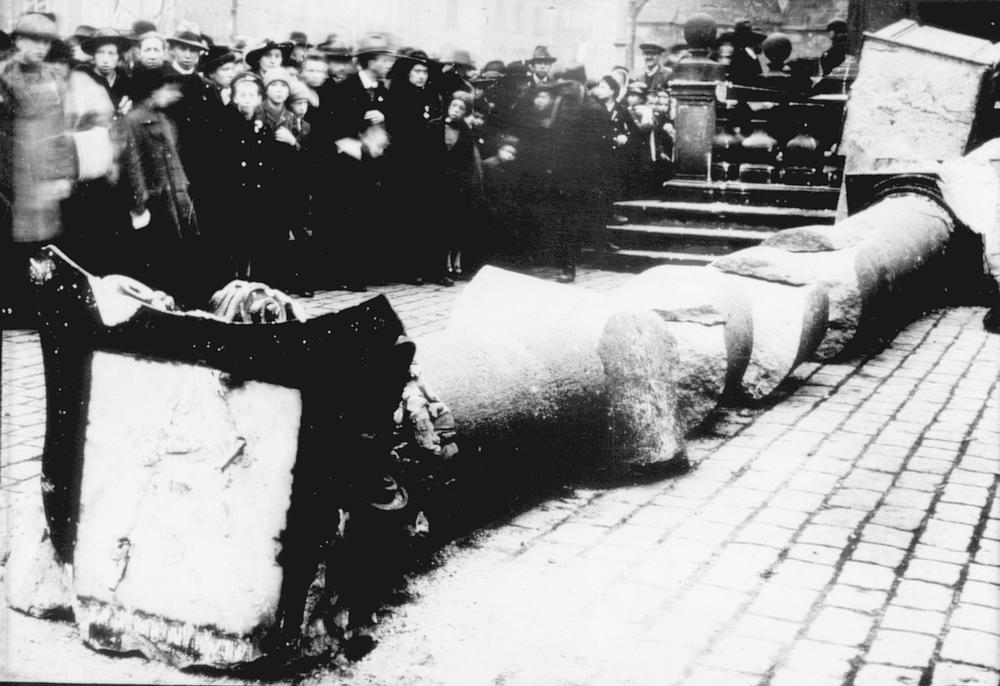
Stržený Mariánský sloup v Praze v roce 1918

Po první světové válce byl v Praze stržen Mariánský sloup. Výnos z roku 1918 zdobrovolnil účast žáků na náboženských úkonech. Roku 1919 byl zaveden fakultativní občanský sňatek (původní návrh, který měl naplňovat odluku státu a církve, že manželství je smlouvou občanskou, byl pod pohrůžkou lidovecké strany přepracován).
Po převzetí moci komunisty v únoru 1948 začalo masivní pronásledování církví, které se v polovině padesátých let proměnilo v systematickou, obtížnou šikanu. Církve byly podřízeny státnímu dozoru, církevní činnost podléhala tzv. státnímu souhlasu. Část římskokatolických kněží se stala členy kolaborující organizace Pacem in Terris. Ačkoliv vládnoucí ideologie marxismu-leninismu byla otevřeně protináboženská, nemůže toto být jedinou příčinou českého národního odklonu od náboženství vůbec. V jiných komunistických zemích, jako je Polsko, nebo federální republika tehdejšího soustátí, Slovensko, totiž zůstala míra religiozity velmi vysoká.

## Organizace
Organizovanou skupinu ateistů v ČR představuje Občanské sdružení ateistů České republiky, člen mezinárodní organizace ateistů Atheist Alliance International (AAI).